# Județ de Covurlui
Le județ de Covurlui est l'un des județs historiques de Moldavie, en Roumanie. Le siège du comté était Galați.
En 1938, le județ a été dissous et incorporé dans le Ținutul Dunării nouvellement formé, mais il a été rétabli en 1940 après la chute du régime de Carol II - pour être aboli 10 ans plus tard par le régime communiste.

## Géographie
Le județ de Covurlui couvrait 2 662 km2 et était situé en Moldavie. Actuellement, le territoire qui constituait le județ de Covurlui est en grande partie inclus dans le județ de Galați, avec une petite partie nord dans le județ de Vaslui. Durant l'entre-deux-guerres, le județ était voisin du județ de Tutova au nord, des județs de Cahul et d'Ismail à l'est, du județ de Tulcea au sud-est, du județ de Brăila au sud, du județ de Râmnicu Sărat au sud-ouest et du județ de Tecuci à l'ouest.

## Organisation administrative

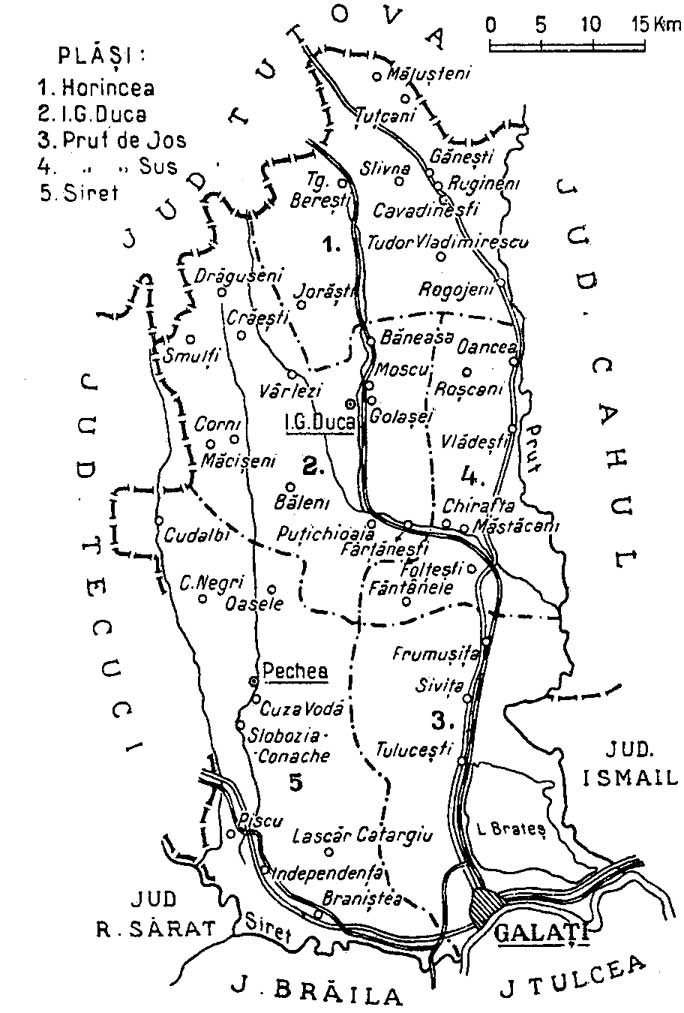
Carte du județ de Covurlui tel que constitué en 1938.

Sur le plan administratif, le județ de Covurlui était initialement divisé en deux districts (roumain : plăși):
1. Plasa Horincea
2. Plasa Prutul de Jos

Par la suite, trois autres districts ont été créés, ce qui fait donc cinq au total:
1. Plasa IG Duca
2. Plasa Prutul de Sus
3. Plasa Siret

### Population
Selon les données du recensement de 1930, la population du județ était de 210 006 habitants, comprenant ethniquement 83,7% de Roumains, 9,5% de Juifs, 1,5% de Russes, 1,4% de Grecs, 1,1% de Hongrois, ainsi que d'autres minorités. Du point de vue religieux, la population comprenait 87,0% d'orthodoxes orientaux, 8% de juifs, 1,9% de catholiques romains, 0,3% de luthériens, 0,2% de réformés, 0,2% de gréco-catholiques, ainsi que d'autres minorités.

#### Population urbaine
En 1930, la population urbaine du județ était de 101 611 habitants, dont 68,2% de Roumains, 19,1% de Juifs, 2,9% de Russes, 2,9% de Grecs, 2,1% de Hongrois, 1,2% d'Allemands, 0,5 Arméniens, ainsi que d'autres minorités. Du point de vue religieux, la population urbaine comprenait de 73,9% d'orthodoxes orientaux, 19,8% de juifs, 3,9% de catholiques romains, 0,7% de luthériens, 0,5% de réformés, 0,3% de gréco-catholiques, ainsi que d'autres minorités.